# Błękit molibdenowy
Błękit molibdenowy (tetradekatlenek pentamolibdenu), Mo
5O
14 – nieorganiczny związek chemiczny z grupy tlenków, tlenek molibdenu na stopniu utlenienia między V a VI. Powstaje po zmieszaniu anionu molibdenianowego (MoO2−4) z kationem cyny(II), np. w reakcji molibdenianu sodu z chlorkiem cyny(II). Ma ciemnoniebieski kolor. Wykorzystywany jako barwnik w przemyśle włókienniczym.